# Volker Winkler (Radsportler)

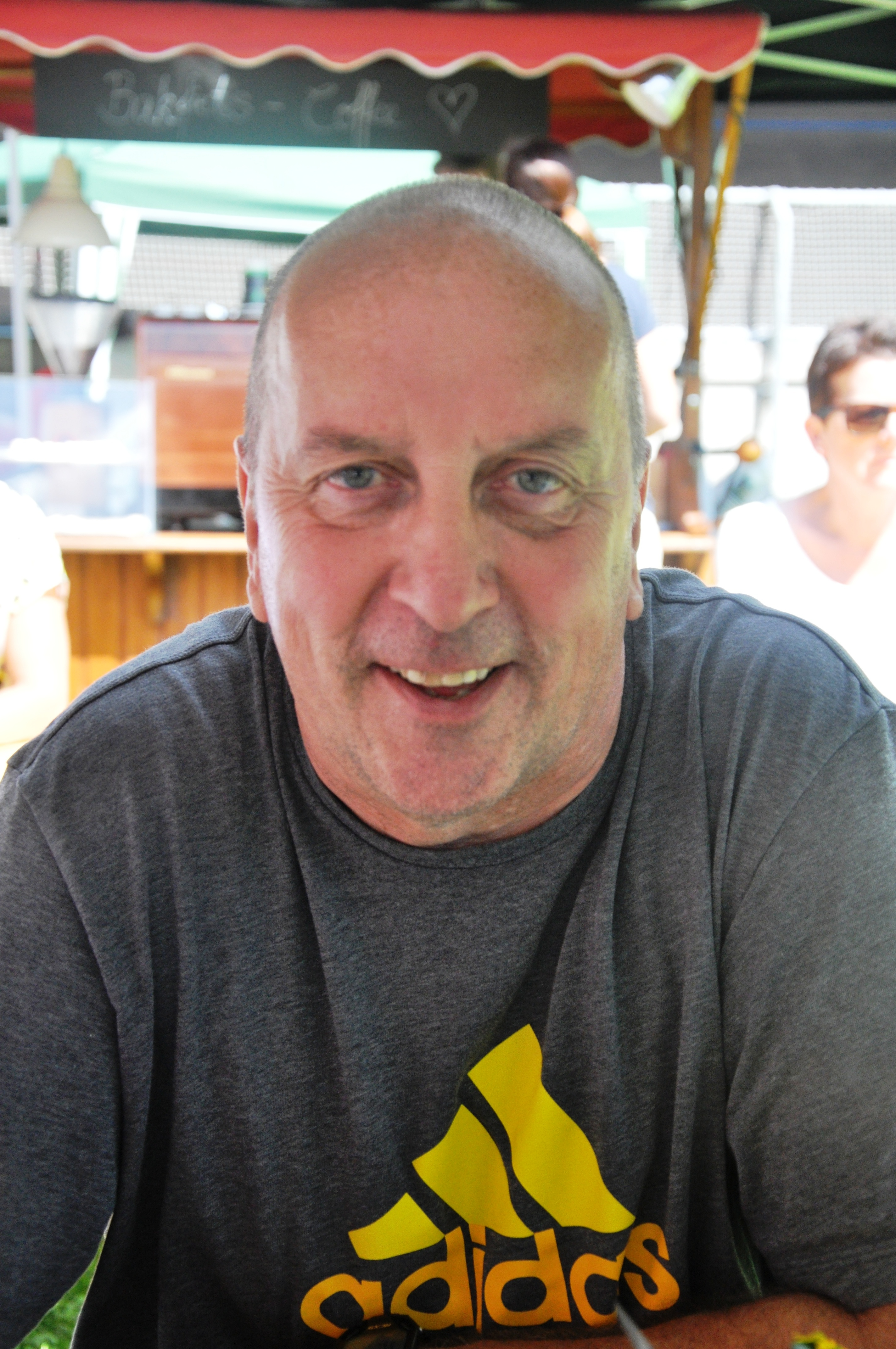
Volker Winkler (2016)

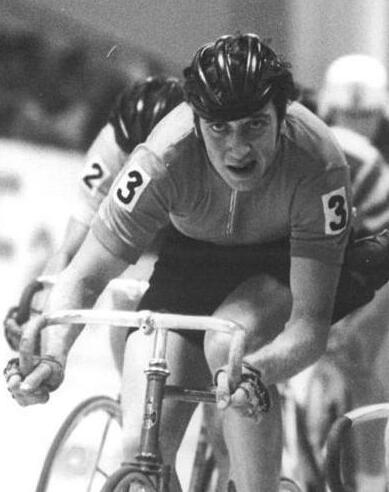
Volker Winkler (1977)

Volker Winkler (* 20. Juli 1957 in Merseburg) ist ein ehemaliger deutscher Radrennfahrer im Bahnradsport und heutiger Radsporttrainer.

## Sportliche Laufbahn
Volker Winkler begann seine Radsportkarriere 1969 in Lübben eher per Zufall. Für ein Jugendrennen seiner Schule wurde ein vierter Fahrer für einen Mannschaftswettbewerb gesucht und Winkler sprang ein. Er blieb beim Radsport und trat der BSG Lok Lübben bei. 1970 wechselte er zum SC Cottbus, wo er unter Lutz Fischer, Gerd Mueller und Ullrich Schorten trainierte. Bei den UCI-Straßen-Weltmeisterschaften der Junioren gewann er 1975 mit dem Team der DDR die Bronzemedaille. Winkler war im Jugendbereich auch auf der Straße sehr erfolgreich. So gewann er 1975 zwei Etappenrennen seiner Altersklasse, darunter den Internationalen Jugendpokal, eine Drei-Etappenfahrt mit Startern aus neun Ländern. Seine ersten DDR-Meistertitel gewann er 1975 in der Einerverfolgung der Klasse Jugend A und im Zweier-Mannschaftsfahren (mit Heiko Salzwedel).
Viermal wurde Winkler Weltmeister in der Mannschaftsverfolgung, 1977, 1978, 1979 und 1981. Bei den Olympischen Sommerspielen 1980 in Moskau belegte er in der Mannschaftsverfolgungzusammen mit Matthias Wiegand, Uwe Unterwalder und Gerald Mortag hinter der Mannschaft der UdSSR den zweiten Platz. Auf der Bahn der Werner-Seelenbinder-Halle in Berlin gewann er die „Internationale Zweier-Mannschaftsmeisterschaft“ 1978 mit Dieter Stein als Partner. Diesen Erfolg konnte das Duo auch in den folgenden beiden Jahren wiederholen. 1977 (mit Andreas Neuer), sowie 1979 und 1980 gewann er die 6 Tage um den Preis der Jungen Welt mit Dieter Stein als Partner.

## Berufliches
1985 beendete Volker Winkler, ein gelernter Diesellokschlosser, seine aktive Laufbahn und wurde Trainer beim SC Cottbus. Von 1996 bis 2000 war Volker Winkler als Sprint-Trainer beim RSC Cottbus tätig. Anschließend wurde er Landestrainer für Schüler und Jugend beim Berliner Radsportverband.

## Auszeichnungen (Auswahl)
- 1980 – Vaterländischer Verdienstorden in Bronze
- 1984 – Vaterländischer Verdienstorden in Gold